# دليل الذخيرة المرتجلة TM 31-210
إن دليل الذخيرة المرتجلة TM 31-210 (بالإنجليزية: TM 31-210 Improvised Munition Handbook) عبارة عن دليل فني مكون من 256 صفحة جيش الولايات المتحدة مخصص القوات الخاصة لجيش الولايات المتحدة. تم نشره لأول مرة في عام 1969 من قبل وزارة الجيش.
مثل العديد من الكتيبات العسكرية الأمريكية الأخرى التي تتناول الأجهزة المتفجرة المرتجلة (IEDs) والحرب غير التقليدية، فقد تم رفع السرية عنها ونشرها في الملك العام نتيجة لأحكام مثل قانون حرية المعلومات (FOIA) ، وهو الآن متاح مجانًا للجمهور بالتنسيقين الإلكتروني والمطبوع.
يصف الدليل تصنيع أنواع مختلفة من الذخائر من مواد متاحة بسهولة، من أكوام النفايات والمواد الكيميائية المنزلية الشائعة واللوازم المشتراة من المتاجر العادية.
يعد الدليل أحد أفضل المراجع الرسمية حول تصنيع الأجهزة المتفجرة المرتجلة (IEDs)، وقد تم استخدام بعض الأسلحة الموصوفة فيه ضد القوات الأمريكية من قبل القوات الأجنبية. على سبيل المثال، تم استخدام فخ قنبلة يدوية في علبة ضد القوات الأمريكية في فيتنام، وتم استخدام مؤقت دلو الماء من قبل حرب العصابات الأفغانية لإطلاق صواريخ على القواعد العسكرية

## الأقسام
يتكون دليل TM 31-210 من سبعة أقسام رئيسية:
- المتفجرات والوقود (بما في ذلك المشعلات)
- لغم وقنابل يدوية
- أسلحة صغيرة والذخيرة
- هاون والصواريخ
- أجهزة حارقة
- فتيل، كبسولة التفجير و آليات التأخير
- متنوع

يتعامل القسم المتنوع مع إنتاج أنواع مختلفة من آليات الزناد (الضغط، تحرير الضغط، الجر، إلخ)، وميزان الدقة المؤقت، والبطاريات الكهربائية، والحواجز المؤقتة المضادة للرصاص والمزيد. وينتهي الدليل بملحقين يتناولان بإيجاز خصائص بعض المتفجرات الأولية والثانوية.

## الثقافة الشعبية
ظهر دليل TM 31-210 باعتباره "بيضة عيد الفصح" في فيلم الرسوم المتحركة CGI لعام 1995، Toy Story. في المشهد الذي يُحتجز فيه وودي تحت صندوق بلاستيكي أزرق في غرفة نوم سيد، من الممكن أن ترى خلفه وثيقة بعنوان TM 31-210 دليل الاستجواب المرتجل (TM 31-210 Improvised Interrogation Handbook) ، وهي إشارة واضحة إلى الوثيقة الفعلية.

## روابط خارجية
- [اللغة الإنجليزية] TM 31-210 Improvised Munitions Handbook (PDF). militarynewbie.com. 1969. Archived (PDF) from the original on February 21, 2023. Retrieved September 5, 2021
- [اللغة الإنجليزية] TM 31-210 Improvised Munitions Handbook (v3.0 "Thanks-to-Feinstein's Electronic Edition" of 2007) (PDF). wikimedia.org. Archived from the original (PDF) on March 11, 2024
- [اللغة الإنجليزية] TM 31-210 Improvised Munitions Handbook (v4.0 "Extended Version" of 2024) (PDF). wikimedia.org. Archived from the original (PDF) on March 24, 2024. Retrieved March 24, 2024